# Vadim Bolohan
Vadim Bolohan (Sîngerei, 15 agosto 1986) è un ex calciatore moldavo, di ruolo difensore.

## Palmarès

### Club

#### Competizioni nazionali
- Coppa di Moldavia: 2

Nistru Otaci: 2004-2005
Milsami Orhei: 2017-2018